# Rock Band (videojuego)
Rock Band es un videojuego de música desarrollado por Harmonix, publicado por MTV Games y distribuido por Electronic Arts. Es el primer título de la serie Rock Band. Las versiones para Xbox 360 y PlayStation 3 fueron lanzadas el 20 de noviembre de 2007 en América del Norte, mientras que la versión para PlayStation 2 fue lanzada el 18 de diciembre de 2007 y la versión de Wii el 22 de junio de 2008. Harmonix ya había desarrollado los dos primeros juegos para la serie Guitar Hero, con lo que se popularizaron los juegos de rock usando controles en forma de guitarra. Después de que el desarrollo de la serie fuera tomado por Neversoft, Harmonix concibió Rock Band como un título nuevo que ofrecería la capacidad de jugar con múltiples instrumentos.
El juego permite hasta cuatro jugadores simulando la interpretación de canciones populares de rock, utilizando controles en forma de instrumentos musicales. Los jugadores pueden tocar la guitarra líder, el bajo y la batería con los controles en forma de instrumento, así como cantar en un micrófono con conexión USB. A los jugadores se les puntúa según su habilidad para hacer sonar las "notas" que se desplazan con los instrumentos musicales o por igualar el tono de voz del cantante. Los jugadores de las versiones de Xbox 360 y PlayStation 3 pueden interactuar con otros jugadores, propietarios de la misma plataforma, haciendo uso de las características de multijugador local y multijugador en línea. Además de las 58 canciones iniciales incluidas en el disco de juego, fueron lanzadas más de 2,000 canciones descargables para las versiones de Xbox 360 y PlayStation 3.
Para su lanzamiento, el software del juego estaba disponible para ser adquirido en un paquete con todos los periféricos, así como de manera individual. Se lanzaron los periféricos en forma de instrumento para ser adquiridos de manera individual en una fecha posterior. El juego ha sido ampliamente aclamado por la crítica, con ventas de cuatro millones de unidades e ingresos globales de $600 millones. Los jugadores han realizado más de 100 millones de compras en canciones descargables desde el lanzamiento de Rock Band. El éxito del juego impulsó el lanzamiento de seis secuelas: Rock Band 2, The Beatles: Rock Band, Lego Rock Band, Green Day: Rock Band, Rock Band 3 y Rock Band 4.

## Jugabilidad
Rescatando muchos de los elementos de juego de la serie Guitar Hero, los jugadores de Rock Band utilizan periféricos en forma de instrumentos musicales para simular que tocan rock. Los jugadores usan estos instrumentos para hacer sonar las "notas" que se desplazan en la pantalla en sincronía con la música. Rock Band es más amplio, en comparación a Guitar Hero, ofreciendo jugar como la batería y la voz, además de la guitarra líder y el bajo.
La jugabilidad de Rock Band y la interfaz en pantalla usa una combinación de elementos de Guitar Hero y Karaoke Revolution. Rock Band tiene hasta tres pistas de notas de música a colores que se desplazan verticalmente, con cada sección perteneciendo a la guitarra líder, la batería y el bajo. Las notas a color corresponden a los botones en los periféricos de guitarra y batería.

## Contenido descargable
Existen canciones extras que se compran en las tiendas en línea de Xbox 360 y PS3.

## Track Packs
Los Track Packs son discos con canciones ya publicadas en la tienda en línea de Rock Band, la mayoría se pueden comprar y exportar del Rock Band al Rock Band 2 y viceversa.